# 姜禎求
姜 禎求（カン・ジョング、1945年3月18日 - ）は大韓民国の東国大学校社会科学大学社会学専攻の教授である。
2001年8月17日に平壌で開かれた8・15祝典に参加して、万景台を見学した際芳名録に、만경대 정신 이어받아 통일 위업 이룩하자（万景台精神を引き継いで統一を達成しよう）と書いて韓国に帰国後、国家保安法違反で逮捕された。
「朝鮮戦争は統一戦争だった（2005年7月）」、「朝鮮戦争に中国が介入したことは防御のためだった（2006年6月）」と発言。その後も、「朝鮮戦争が革命的な民衆勢力と外国の勢力に依存する反革命分子とのあいだに起こった内戦」と主張して、2005年9月検察庁が国家保安法違反容疑で任意同行したが、逮捕直前の10月に千正培法務長官が指揮権を行使したが、2005年12月に国家保安法違反容疑で在宅起訴され、判決では「冷徹かつ合理的な学問的テーマではなく、刺激的で煽動的な親北朝鮮の主張だ」「韓国戦争に米国が介入しなければ、1ヵ月以内で戦争は終わっていたはずだという被告の推論は、米国など国際連合連合軍の参戦がなければ、北朝鮮の赤化統一により、現在の大韓民国が存在していないことを意味する」「被告は、法廷でも犯罪事実と類似の主張を曲げておらず、厳格な司法判断が必要だ」として、懲役2年、執行猶予3年、資格停止2年の有罪判決を言い渡した。

## 朝鮮戦争に関する主張
コラムで
- 「韓国戦争は統一戦争であるとともに同時に内戦だった」
- 「当時、外国軍がいなかったので身内の戦いであり、すなわち後三国時代の甄萱と弓裔、王建らがすべて三韓統一の大義のために互いに戦争をしたように、北朝鮮の指導部が試みた統一戦争だ」
- 「韓国の歴史の本のどれを見ても王建や甄萱を侵略者として誹謗することはなく、むしろ王建を統一大業を成し遂げた偉大な王として推仰している」
- 「身内の戦いの統一内戦に外勢の米国が3日介入しなかったならば、戦争は1カ月以内で終わったはずであり、もちろんわれわれが実際に体験したそのような殺傷や破壊という悲劇はなかっただろう」
- 「まさに米国という存在は、報恩論とは正反対で、われわれに悲劇と束縛、戦争、6月戦争危機説とともに現在まで続く韓半島戦争危機を作り出した主犯だ」
- 「ごく少数の人名殺傷に終わった6．25拡大内戦で、あれだけの殺傷と破壊が米国のせいで起きたことを考えると米国は生命の恩人でなく、生命を奪っていった敵」

と主張。

### 反応
李栄薫は、姜禎求の朝鮮戦争に関する主張を「『社会における政治的な統合によって国家をより高いレベルの文明に発展させようという善意を超えて、建国史自体を否定する政治的な挑発行為として現れる場合、そしてそれが一人や二人の個人による学問的な所信を超えて、意図的に組織された政治勢力の力によって誇示される奸計』と断じて、それら奸計を言論の自由が最後まで憲法で保証する必要があるのか」と批判している。
朝鮮日報によれば、姜禎求はウィスコンシン大学マディソン校の大学院で修士と博士を取得しており、ニュー・レフト史学・修正主義学派の所謂「ウィスコンシン学派」なかでも、大学院時代の教授のトーマス・J・マコーミックの多大な影響を受けているという。「ウィスコンシン学派」は、ソ連崩壊後に公開された公文書に基づくジョン・ルイス・ギャディスに代表される「脱修正主義（post-revisionism）」研究の結果、「廃棄された理論」「学説として、すでに寿命が尽きた」という評価があり、学界では「ウィスコンシン学派」の伝統を継承してきた総本山のウィスコンシン大学マディソン校のアメリカ外交史講座をジョン・ルイス・ギャディスの直系弟子で「ウィスコンシン学派」を厳しく批判した正統主義派のJeremi Suri教授が引き継いだことから脱修正主義の学術的勝利という評価を下しており、そのJeremi Suri教授は、「姜禎求の朝鮮戦争観は修正主義的な解釈を克明に示している」として、修正主義学派から抜け出せずにいる姜禎求の硬直した思考と姜禎求の主張に追従している韓国左派の行動に懸念を送り、「朝鮮戦争の解釈は、韓国史はもちろん、アジア全体の将来のために非常に重要なテーマ」であり、「もし386世代が姜禎求教授の学術的立場を受け入れる場合、北朝鮮の指導者が、その状況を利用することを懸念する」として、「1980年代は多くの韓国人たちを急進主義的に走らせたのかは理解する」が、ソ連崩壊後20年以上の研究が進化した結果、その急進主義的な流れに対する理性を回復させ、少なくともある程度の中庸に戻っていると憂慮している。Jeremi Suri教授は、姜禎求は修正主義学派が批判されている明確な証拠を無視して間違って解釈しており、そのことからくる朝鮮戦争と冷戦に対する修正主義的観点を繰り返しており、さらに問題なのは北朝鮮の犯罪的政権を弁明していることであり、朝鮮戦争の政治化した解釈はより多くの誤解・混乱・苦痛を呼び起こしてしまうため、過去に正直で開放された姿勢で向き合わなければならないと批判している。

## 著作
- 『민족의 생명권과 통일』, 당대, 2002（民族の生命と統一）
- 『한국사회의 이해와 전망』, 한울, 2000（韓国社会の理解と展望）
- 『통일시대의 북한학』, 당대, 1996（統一時代の北韓学）
- 『분단과 전쟁의 한국 현대사』, 역사비평사, 1996（分断と戦争の韓国現代史）
- 『좌절된 사회혁명』, 열음사, 1989（挫折した社会革命）